# Macrocentrus pallidus
Macrocentrus pallidus är en stekelart som beskrevs av David Timmins Fullaway 1913. 
Macrocentrus pallidus ingår i släktet Macrocentrus och familjen bracksteklar. Inga underarter finns listade i Catalogue of Life.